# Malformación aneurismática de la vena de Galeno

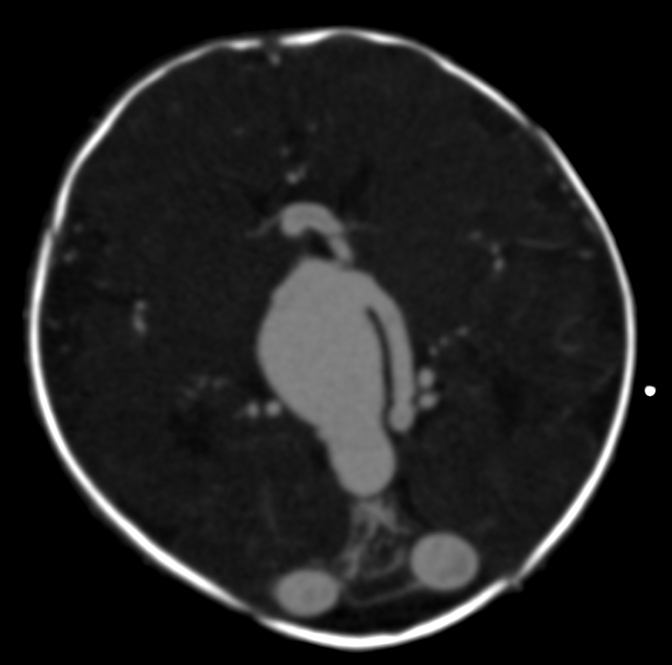
Imagen axial de una angiotomografía (CTA) que muestra comunicación arteriovenosa de la malformación de vena de Galeno.

Es una malformación vascular que simboliza la tercera parte (33%) de las anomalías vasculares intracraneales en la población pediátrica. Esta malformación tiene gran importancia debido a las complicaciones que pueden surgir, en relación con la dimensión de la lesión, como falla cardíaca, hidrocefalia y la muerte en fetos y lactantes. En el pronóstico con la mejora de los métodos en el diagnóstico prenatal y el tratamiento se ha logrado que las tasas de morbimortalidad altas disminuyan en gran porcentaje.

## Embriología
Se origina por la persistencia de la vena prosencefálica de Markowski entre la sexta a la undécima semana de período embrionario. El desarrollo de esta vena se inicia como un vaso pequeño por la fusión de las dos venas cerebrales internas, que luego se dirige hacia el rodete del cuerpo calloso donde recibe las venas basales tanto derecha como izquierda, para terminar en el extremo anterior del seno recto.
El tamaño de un aneurisma de la vena de Galeno está relacionado con la dimensión y el número de fístulas, estas fístulas se desarrollan debido a la escasez de células que separan las arterias y venas cerebrales durante sus inicios al ser solo conductos endoteliales que se cruzan muy cerca unos de otros.

## Presentación clínica
A los signos y síntomas se los puede dividir en dos grandes dos grupos, el primero en relación con la insuficiencia cardíaca y el segundo con consecuencias neurológicas. En el primer grupo las manifestaciones se producen durante el período neonatal por la presencia de cortocircuitos arteriovenosos cerebrales que provocan hiperflujo pulmonar, expansión de cavidades cardíacas e hipertensión pulmonar. En el segundo grupo las manifestaciones neurológicas se dan en infantes y pacientes mayores, caracterizándose por la congestión venosa y el flujo defectuoso de líquido cefalorraquídeo.
Además, se pueden presentar otros síntomas como: problemas en la visión, congestión facial, exoftalmía, epistaxis, desarrollo anormal, convulsiones y mareos.

## Diagnóstico
El diagnóstico para la detección de una malformación en la vena de Galeno se realiza durante el período prenatal por medio de la ecografía y el ultrasonido Doppler, con el objetivo de la confirmación de la anomalía y la presencia de la fístula arteriovenosa; además de la observación de hidrocefalia y oligohidramnios. También se la puede detectar por signos como taquicardia, frecuencia cardíaca de más de 200 latidos por minuto, insuficiencia en la tricúspide durante la etapa prenatal. En el nacimiento al neonato se le realiza una placa radiológica del pecho donde se obtiene como resultado una visión de cardiomegalia en las cavidades derechas, lo que produce dilatación de la aurícula y ventrículo derechos, evidenciando en la radiografía ensanchamiento del mediastino superior, desplazamiento posterior de tráquea; y como efectos secundarios ocasiona dilatación de aorta, tronco braquiocefálico, carótidas, yugulares y vena cava superior.
El diagnóstico en el período posnatal se realiza mediante una angiografía donde se manifiesta las características anatómico-patológicas de la anomalía, los vasos implicados en la fístula, la correlación hemodinámica del retorno venoso.
Para el diagnóstico diferencial se realizan pruebas que dan como resultado: dilatación del acueducto cerebral, quiste aracnoideo, quiste interhemisférico y agenesia del cuerpo calloso.

## Tratamiento
El objetivo principal del tratamiento en los recién nacidos es la destrucción de las principales partes de las fístulas para permitir la mejora de la Insuficiencia cardíaca congestiva (CHF). La combinación de macrocefalia neonatal o hidrocefalia moderada con Insuficiencia cardíaca crónica (ICC) que no representa riesgo mortal no exige un tratamiento urgente. Por el contrario, si un daño cerebral significativo es demostrado mediante tomografía computarizada (TC), ultrasonido o resonancia magnética (RM), el tratamiento no está indicado porque el resultado clínico es pobre incluso si la lesión está curada anatómicamente. El tratamiento debe ser limitado en los recién nacidos porque generalmente está implicada la función cardíaca, renal, por lo que no pueden resistir un volumen significativo y una carga media de contraste inmediato.
En términos de tratamiento, la insuficiencia cardíaca requiere tratamiento médico, donde la principal opción es la embolización transarterial, ya que la embolización transvenosa solamente se utiliza en casos limitados. La cirugía no es indicada como tratamiento primario debido a que no se han obtenido resultados quirúrgicos eficaces en la VGAM. La radiocirugía suele ser indicada en ciertas ocasiones para niños mayores con un pequeño restante de la malformación. En los neonatos, la embolización transarterial para VGAM requiere un enfoque de la arteria transumbilical, angiografía en el momento del tratamiento.